# Contrazy
Contrazy település Franciaországban, Ariège megyében. Lakosainak száma 71 fő (2022. január 1.). Contrazy Mauvezin-de-Sainte-Croix, Mérigon, Montardit, Montesquieu-Avantès és Montjoie-en-Couserans községekkel határos.

## Népesség
A település népességének változása:
| Lakosok száma | 105  | 82   | 90   | 68   | 72   | 74   | 69   | 68   | 67   | 71   |
|               | 1968 | 1982 | 1990 | 2006 | 2013 | 2015 | 2017 | 2019 | 2020 | 2022 |